# Kneża (gmina)
Kneża (bułg. Община Кнежа) – gmina w północnej Bułgarii, w obwodzie Plewen.

## Miejscowości
Miejscowości wchodzące w skład gminy Kneża:
- Brenica (bułg. Бреница),
- Enica (bułg. Еница),
- Kneża (bułg. Кнежа) – siedziba gminy,
- Łazarowo (bułg. Лазарово).